# ستان إلدون
ستان إلدون (بالإنجليزية: Stan Eldon)‏ هو منافس ألعاب قوى بريطاني، ولد في 1 مايو 1936 في ونزر في المملكة المتحدة.